# Koedukacja
Koedukacja (łac. co- – razem; educare – kształcić, wychowywać) – system wspólnego kształcenia dzieci i młodzieży obojga płci, przeciwieństwo edukacji zróżnicowanej.

## Historia
Pierwotnie, ze względów społecznych, uznawano konieczność kształcenia jedynie chłopców – dla dziewcząt i kobiet przewidziane były inne role. Gdy dostrzeżono wagę edukacji również w przypadku dziewcząt, tworzono dla nich osobne szkoły – zarówno ze względów obyczajowych, jak i z powodu specyfiki programu nauczania.
Dopiero w połowie XIX wieku, wraz z budzeniem się społecznej świadomości kobiet i powstawaniem ruchów emancypacyjnych, zaczęły powstawać szkoły koedukacyjne. W szkolnictwie elementarnym, w małych ośrodkach, było to podyktowane także względami ekonomicznymi (małą liczbą nauczycieli czy stosownych placówek). Jeśli chodzi o szkoły średnie i uczelnie wyższe, chodziło przede wszystkim o kwestie równouprawnienia.
Dziś znaczna większość uczelni jest koedukacyjna, niewiele z nich było jednak takimi od założenia. W Stanach Zjednoczonych pierwszą uczelnią od początku koedukacyjną był Oberlin College, założony w 1833 roku.
Pod koniec XX wieku koedukacyjne stały się nawet placówki kształcące do niedawna wyłącznie mężczyzn, takie jak akademie wojskowe, lotnicze czy marynarki wojennej.

## Opinie krytyczne
Wady koedukacji, na jakie wskazują jej przeciwnicy, to:
- Umieszczenie w jednej grupie chłopców i dziewcząt w wieku dojrzewania prowadzi do przeniesienia ich uwagi z nauki na współzawodnictwo o względy osób przeciwnej płci, zaś niedojrzałość i znaczne różnice psychologiczne prowadzą do konfliktów (niewybredne żarty ze strony chłopców, prowokujące zachowanie dziewcząt, rywalizacja o chłopaka lub dziewczynę)[1].
- Tempo dojrzewania jest dla obu płci inne i zrównuje się dopiero w wieku maturalnym. Siedmioletni chłopcy wyprzedzają dziewczynki pod względem fizycznym, ale pozostają w tyle pod względem zdolności koncentracji, koordynacji i umiejętności pisania[2][3].
- Ujednolicenie metodyki nauczania dla obu płci w klasie koedukacyjnej wymusza konieczność narzucenia wzorca zachowań jednej płci całej grupie, ignorując psychologiczne i fizjologiczne różnice między chłopcami i dziewczynkami, nawet w takich aspektach jak temperatura w klasie[2][4].
- Chłopców łatwiej jest zmotywować do nauki przez rywalizację, a dziewczęta przez kontakt i współdziałanie[2][3].

Krytycy wskazują także na lepsze wyniki absolwentów szkół jednopłciowych w porównaniu ze szkołami koedukacyjnymi.

## Opinie pochlebne
Zwolennicy koedukacji odpowiadają, że większość badań wskazuje, że choć istnieją drobne różnice w budowie mózgu osobnika płci męskiej i żeńskiej, to wynikające stąd różnice w percepcji i przetwarzaniu informacji przez chłopców i dziewczęta są znacznie mniejsze niż indywidualne różnice między dziećmi tej samej płci. W przypadku osób dorosłych różnice sprawności intelektualnej między płciami przestają mieć jakiekolwiek znaczenie.
Przeprowadzone w Wielkiej Brytanii, gdzie współistnieją obie koncepcje edukacji, badania nie wykazały, aby chłopcy lub dziewczęta wybierali inne przedmioty, lub mieli lepsze wyniki w nauce w zależności od tego, czy uczą się w szkołach koedukacyjnych czy realizujących koncepcję edukacji zróżnicowanej. Wnioski z tych badań są takie, że istnieją bardzo dobre szkoły oparte na obu z tych koncepcji, lecz nie dlatego, że są tylko dla chłopców, tylko dla dziewcząt, bądź dla obojga płci. Podstawowymi czynnikami są zdolności uczniów, środowisko, z jakiego się wywodzą oraz kwalifikacje nauczycieli. Autorzy przytaczanego badania przebadali szczegółowo argumenty zwolenników edukacji zróżnicowanej i stwierdzili, że zazwyczaj są to argumenty nieadekwatne lub wybiórczo przedstawiane.
Dotyczy to np. badań naukowych prowadzonych od początku lat 90. mających dowodzić, że dzieci ze szkół zróżnicowanych ze względu na płeć osiągają lepsze rezultaty niż dzieci ze szkół mieszanych.
Na argument, że koedukacja jest niewłaściwym rozwiązaniem, gdyż chłopcy i dziewczęta uczą się w inny sposób, zwolennicy wskazują, iż liczne badania wykazały, że niewielkie różnice w percepcji i przetwarzaniu informacji, jakie można stwierdzić u dziewcząt i chłopców, nie wpływają w widoczny sposób na efektywność nauki.
Natomiast na argument, że w klasach starszych wyłączony zostaje element roztargnienia związanego z obcowaniem z płcią przeciwną, zwolennicy koedukacji odpowiadają, że obcowanie z własną płcią też może rodzić napięcia, które w znacznie większym stopniu utrudniają proces edukacyjny.